# Ułtowo
Ułtowo – wieś w Polsce położona w województwie mazowieckim, w powiecie płockim, w gminie Bielsk.
W latach 1975–1998 miejscowość administracyjnie należała do województwa płockiego. 1 stycznia 2003 będące dotychczasowymi częściami wsi Pofolwarczne i Stara Wieś zostały zlikwidowane jako osobne miejscowości.